# 滋賀県道168号下羽田市辺線
滋賀県道168号下羽田市辺線（しがけんどう168ごう しもはねだいちのべせん）は、滋賀県東近江市を通る一般県道である。

## 概要
東近江市下羽田町から東近江市市辺町に至る。
この辺りは万葉の里として、万葉の森や蒲生野万葉の里記念碑など、万葉集にちなんだものがある。

### 路線データ
- 起点：東近江市下羽田町（光明寺前交差点、滋賀県道41号土山蒲生近江八幡線交点）
- 終点：東近江市市辺町（国道421号交点）
- 総延長：2.1 km

## 地理

### 通過する自治体
- 東近江市

### 交差する道路
| 交差する道路                         | 交差する場所 | 交差する場所                                                                        |
| ------------------------------------ | ------------ | ----------------------------------------------------------------------------------- |
| 滋賀県道41号土山蒲生近江八幡線       | 下羽田町     | 光明寺前交差点 / 起点                                                               |
| 滋賀県道170号高木八日市線 / 布引街道 | 市辺町       |                                                                                     |
| 国道421号 / 八風街道                 | 市辺町       | 終点                                                                                |
| 別線                                 |              |                                                                                     |
| 滋賀県道170号高木八日市線 / 布引街道 | 市辺町       | 別線終点【北緯35度6分0.0秒 東経136度10分28.2秒 / 北緯35.100000度 東経136.174500度】 |

### 交差する鉄道
- 近江鉄道八日市線

### 沿線
- 光明寺
- 正寿寺
- 蛭子神社
- 野口市営住宅
- 浄念寺
- 東近江市立船岡中学校
- 近江鉄道八日市線 市辺駅

別線
- 東近江警察署 市辺警察官駐在所
- 東近江市立八日市公設地方卸売市場